# Kastell Deutz

Das römische Köln im 3. und 4. Jahrhundert; rechts unten das Kastell Divitia (Schaubild im Römisch-Germanischen Museum der Stadt Köln)

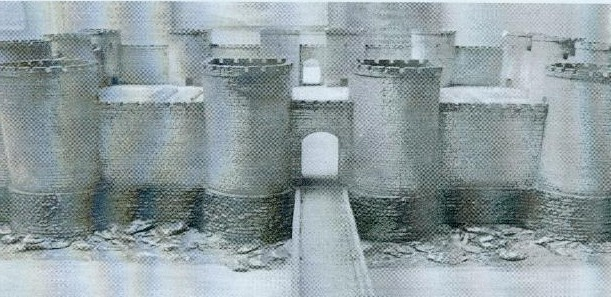
Osttor des Kastells, Rekonstruktionsmodell aus den 1930er Jahren im Museo della Civiltà Romana

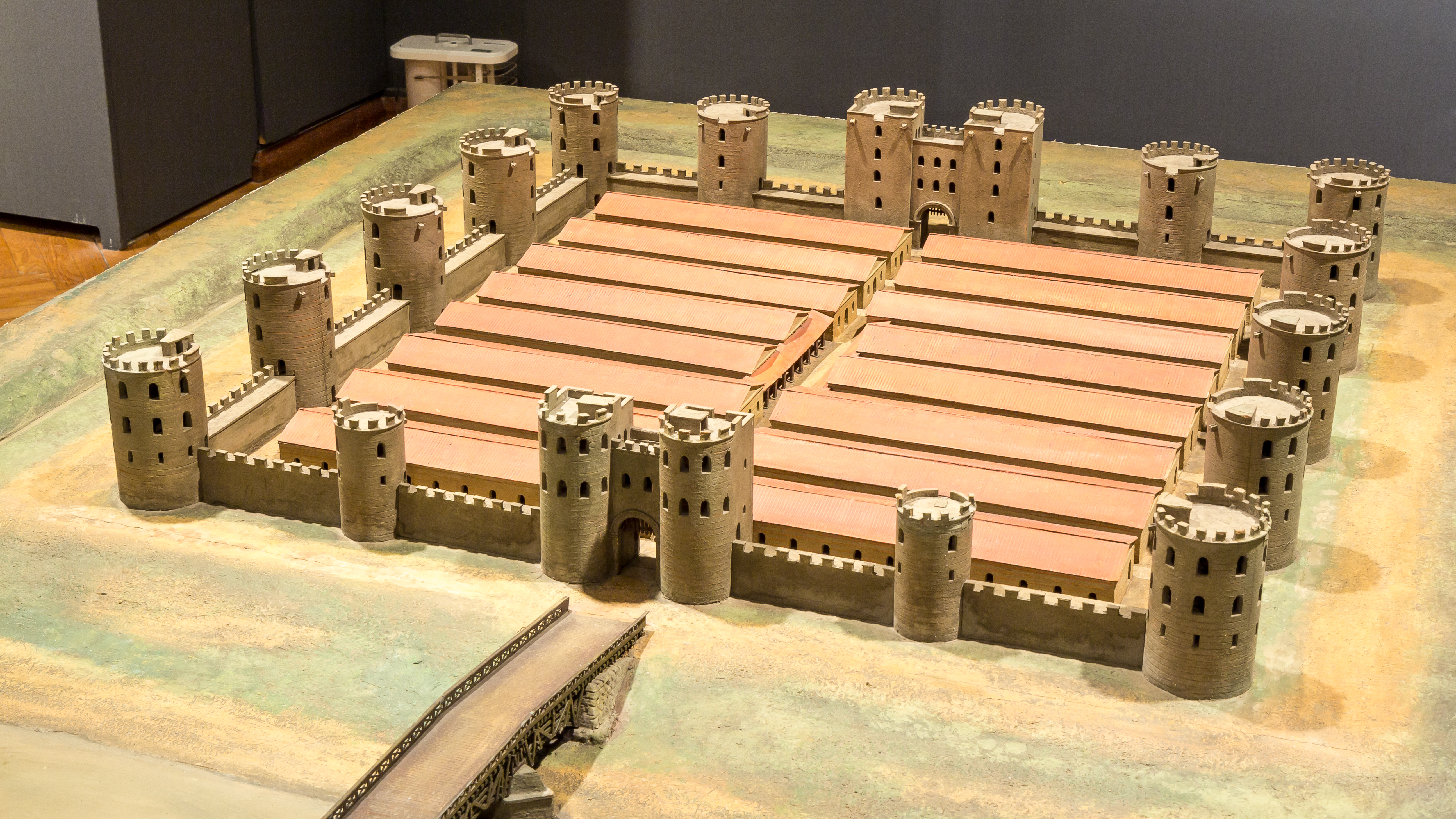
Modell des Kastells im Kölner Stadtmuseum

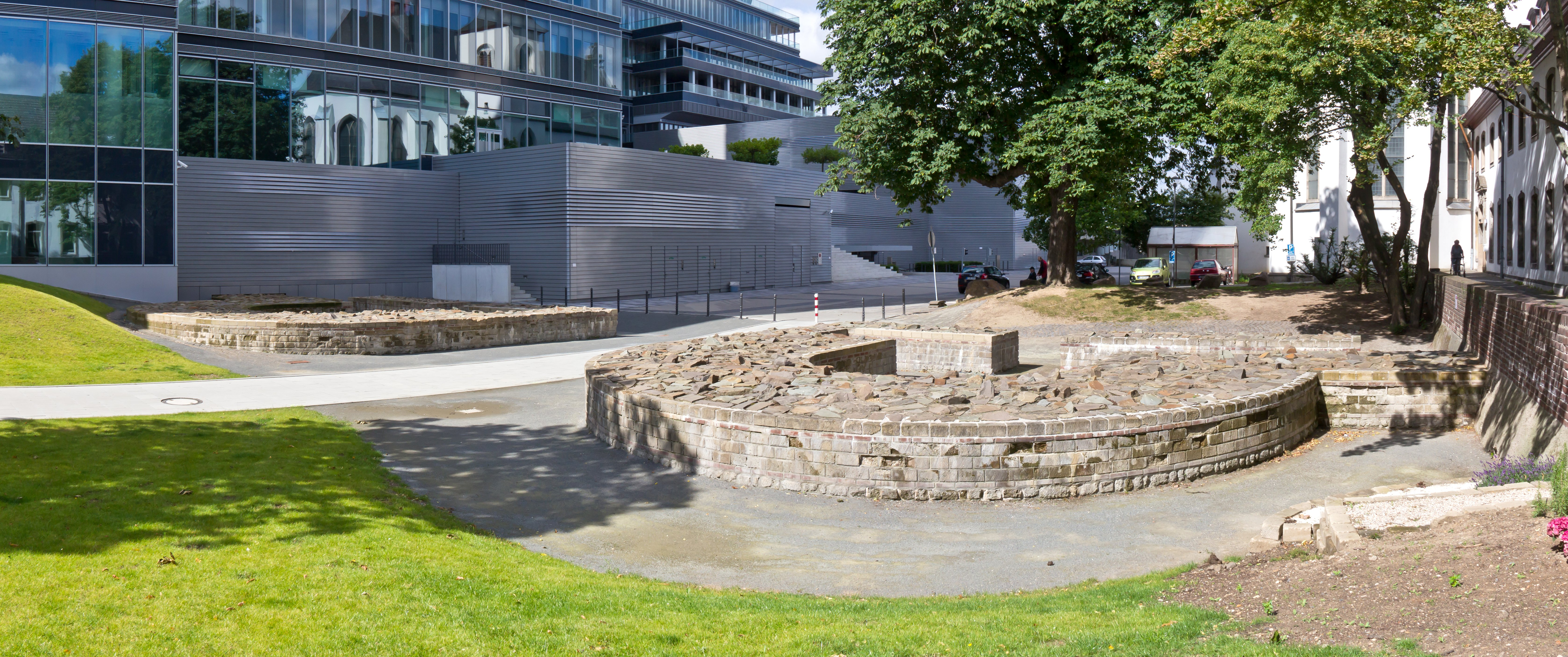
Die konservierten Reste des Osttores

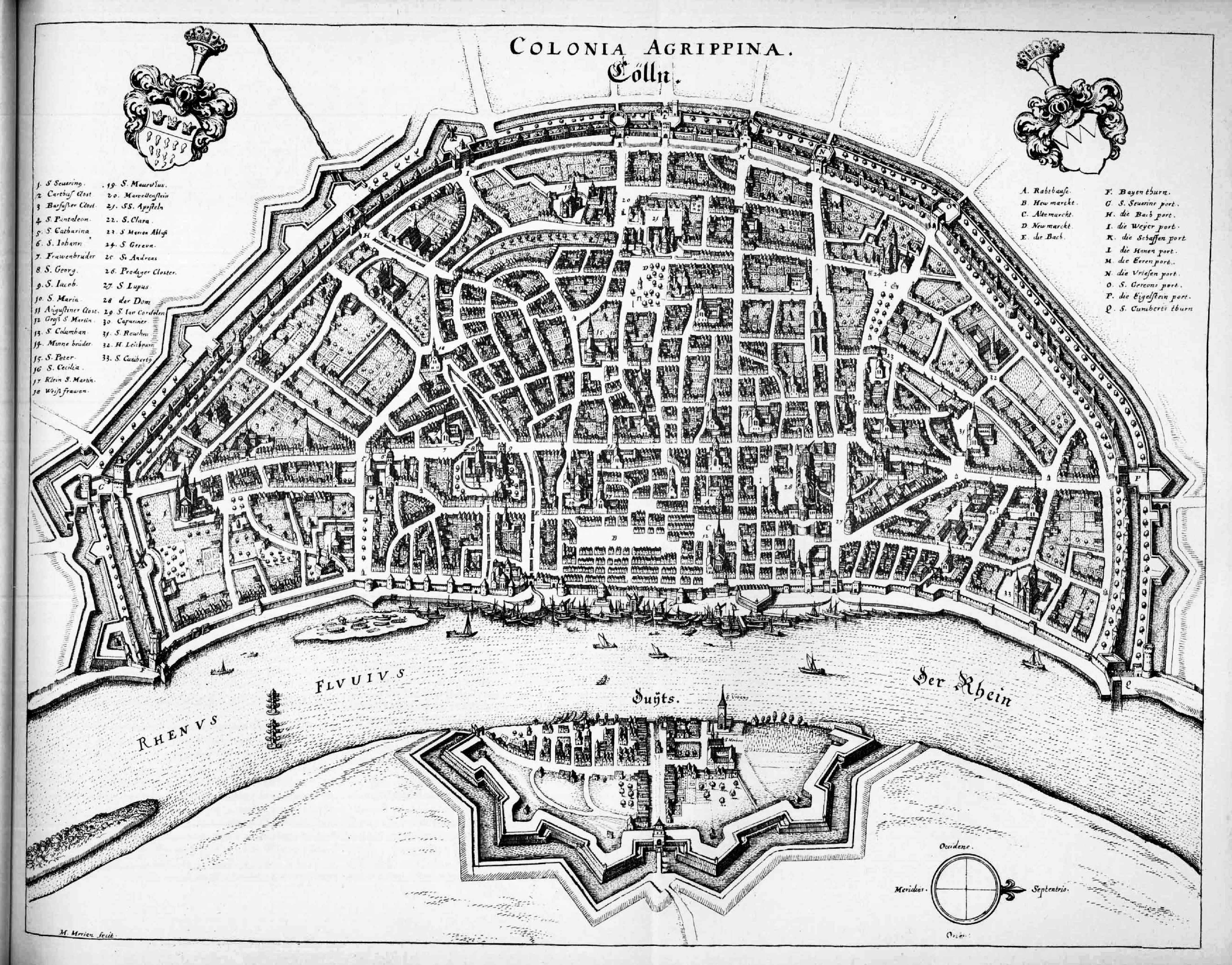
Köln und Deutz auf einer Karte von 1646, Topographia Archiepiscopatuum Moguntinensis

Das Kastell Deutz, in der Antike Divitia genannt, war ein stark befestigtes römisches Militärlager, das direkt bei der Colonia Claudia Ara Agrippinensium, dem römischen Köln, zur Sicherung der Grenze, als Brückenkopf einer Rheinbrücke und als Machtdemonstration gegenüber Feinden diente. Es befand sich im heutigen Stadtteil Köln-Deutz.

## Vorgeschichte
Um das Jahr 261 überschritten die germanischen Franken erstmals die Rheingrenze bei Köln, um im Römischen Reich zu plündern. Seitdem gab es immer neue Überfälle der Franken und auch anderer Germanenstämme auf der linken Rheinseite. Um 310 errichteten deshalb die Römer unter Konstantin dem Großen eine Rheinbrücke (siehe Römerbrücke (Köln)), damit sie bei Bedarf möglichst schnell Truppen über den Rhein bewegen konnten. Aber auch für den Handel mit den Germanen war die Brücke errichtet worden. Über die Verwendungsdauer dieser Rheinbrücke gibt es keine gesicherten Erkenntnisse. Die Hypothesen reichen von einem bereits im frühen 5. Jahrhundert einsetzenden Verfall oder erfolgten Rückbau bis zu einem Abriss einer noch tragfähigen Brücke erst im 10. Jahrhundert. Anschließend war Köln bis 1822 ohne festen Rheinübergang.

## Bau und Konstruktion des Kastells
Das rechtsrheinisch gelegene Deutzer Kastell (Castrum Divitium) war als Brückenkopf und Grenzsicherung gedacht und annähernd quadratisch angelegt. Es wurde nach seiner ersten Besatzungseinheit, den Divitenses, benannt. Diese Einheit war in der Spätantike aus der Legio XXII hervorgegangen und zu seinem Bau hierher abkommandiert worden. Mit dem Bau des aufwendig errichteten Kastells wurde etwa im Jahre 308 gleichzeitig mit der Römerbrücke begonnen. Es wurde nach dem Jahre 312, wahrscheinlich jedoch 315, fertiggestellt.
Das Kastell besaß eine Seitenlänge von 142,35 Metern mit einem Außenmaß von 2,25 Hektar, während die innere Fläche 1,81 Hektar betrug. Das Mauerwerk war etwa 3,30 Meter stark, das der äußeren vorspringenden Türme sogar 4,06 Meter. Die beiden von je zwei Türmen flankierten Torbauten in westlicher und östlicher Richtung lagen genau auf der verlängerten Achse der konstantinischen Brücke. Die Tore waren mit Fallgittern ausgestattet. Außer diesen vier Tortürmen gab es noch zehn Zwischen- und vier Ecktürme, die nach außen halbrund um etwa 6 Meter vorsprangen. Diese Ausmaße legten die Schätzung nahe, dass etwa 900 Legionäre in den Mannschaftsunterkünften untergebracht werden konnten. Die drei Landseiten besaßen als Annäherungshindernis einen 12 Meter breiten und 3 Meter tiefen Spitzgraben, der sich rund 30 Meter vor den Kastellmauern befand.
Im Inneren des Kastells lag auf der Ost-West-Achse eine fünf Meter breite Hauptstraße, die Via praetoria. Auf jeder Seite der Hauptstraße befanden sich acht eingeschossige Kasernenbauten, die 57,40 Meter lang und 11,50 Meter breit waren. Die einzelnen Kasernen waren durch 3,90 Meter breite Lagergassen voneinander getrennt. In allen Gassen gab es hölzerne Abwasserkanäle. Vier Kasernen waren in der Mitte der Hauptstraße durch vorgesetzte Säulen hervorgehoben, in ihnen waren wahrscheinlich der Kommandant, die Unteroffiziere und die Verwaltung untergebracht.
Eine Auseinandersetzung in der Nähe ist durch den Grabstein des Viatorinus überliefert, der im Kampf mit einem Franken getötet wurde. Etwa im Jahre 401 verließen die Römer das Kastell. Nach 430 errichteten im Kastell die Franken einen Königshof (Divitia Civitas). Zwischen 555 und 557 drangen im Krieg gegen den Frankenkönig Chlothar I. die Sachsen bis zum Kastell Deutz vor, das von ihnen geplündert wurde. Das Kastell wurde schließlich zum Kern der aufstrebenden Siedlung Deutz.

## Umwidmung und Abriss
Das alte Kastell wurde laut Stiftungsurkunde vom 1. April 1003 von Erzbischof Heribert von Köln in ein Benediktinerkloster, die Abtei Deutz, umgewandelt.
Unklar ist der Zeitpunkt des Abrisses sowohl der Römerbrücke als auch des Kastells. Die Mehrheit der Quellen datiert den Abriss beider Bauwerke zurück auf die Amtszeit Erzbischofs Bruns I. zwischen 957 und 965, weil dieser die Steine angeblich zum Bau des Klosters St. Pantaleon benötigt habe. Beim Abriss der Burg Deutz ging dann Anfang 1243 ein noch erhaltener Rest des Kastells verloren.
Dennoch sind bis heute einige Fragmente erhalten:
- Bedeutende Überreste des alten Kastells befinden sich im Historischen Gewölbekeller der ehemaligen Abtei Deutz, welcher u. a. im Rahmen von Führungen der Öffentlichkeit zugänglich ist. Hier sind einige Teile der römischen Kastellmauer von der Innenseite in einem sehr guten Zustand zu besichtigen.
- Daneben befinden sich Überreste in der Tiefgarage des heute hier stehenden Lanxess Towers, allerdings sind sie nicht öffentlich zugänglich. Lediglich die Reste einer Ecke sind links neben dem Hochhaus zu besichtigen.

## Neue Funde

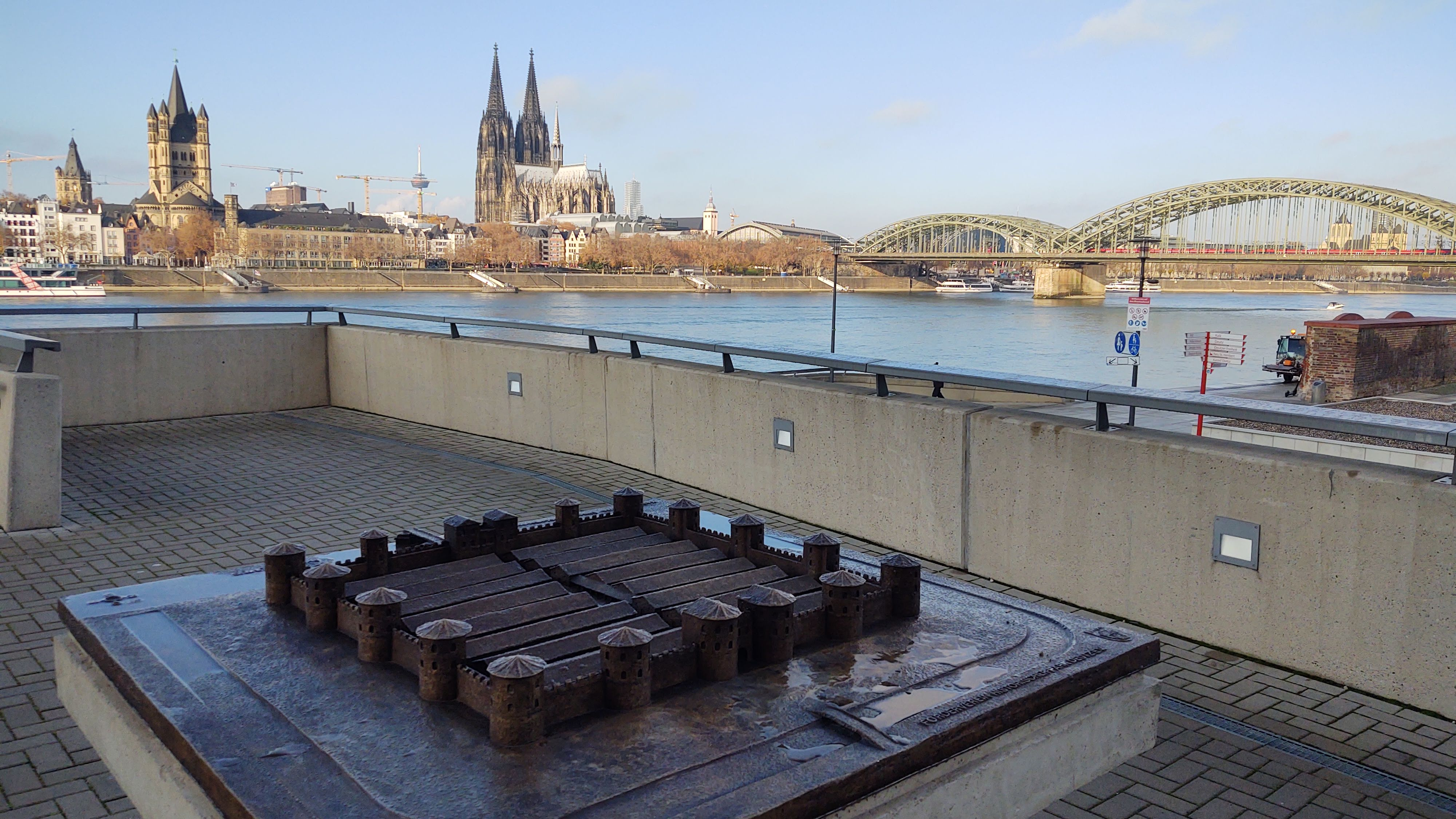
Modell des Deutzer Kastells am Kennedy-Ufer in Köln-Deutz

2010 fand man bei Vorarbeiten zum Bau einer Hochwasserschutzwand und des Rheinboulevards unterhalb der schon bestehenden Dammkrone Teile des spätrömischen Kastells, der fränkischen Kirchenruine Alt St. Urban, eines Wehrturms, der von den Grafen von Berg im elften Jahrhundert errichtet wurde und einen zwölfeckigen Unterbau der ehemaligen Drehscheibe des Bahnhofs der Bergisch-Märkischen Eisenbahn, welcher 1880/1881 gebaut und 1913 aufgegeben wurde. Aus den neueren Funden entstand die Idee der Errichtung eines Historischen Park Deutz, mit welcher diese Bodendenkmäler gemeinsam in der Öffentlichkeit bekannter und erlebbar werden sollen. Mit der Gründung des Fördervereins Historischer Park Deutz (FHPD), der Patenschaft für das Osttor und dem jährlichen Deutzer Kastell-Fest sind die ersten Schritte dazu eingeleitet worden. Seit 2020 befindet sich ein Modell des Deutzer Kastells am Kennedy-Ufer, Rheinboulevard.

## Weltkulturerbe
Am 27. Juli 2021 wurde auf der UNESCO-Komitee-Sitzung im chinesischen Fuzhou der Niedergermanische Limes als UNESCO-Welterbe ausgezeichnet, zu dessen Bestandteil das Deutzer Kastell nach erfolgreicher Begutachtung den Weltkulturerbe-Status erhielt. Die Fläche unter dem Hochhaus Lanxess Tower ist von der Schutzzone ausgeklammert (Norminatet property); der Sichtschutz-Bereich erstreckt sich auch auf die andere Rheinseite (Buffer zone). Das Land Nordrhein-Westfalen verpflichtet sich Informationstafeln im Historischen Park Deutz aufzustellen und ein Informationsboard am sogenannten Historischen Balkon aufzustellen. Im Wesentlichen beruhen diese Verpflichtungen auf dem Kölner Beschluss vom 17. September 2018 und dem Konzept der Kölner Verwaltung, dessen Umsetzung noch offen ist.